# نويل بليك
نويل بليك (بالإنجليزية: Noel Blake)‏ (12 يناير 1962 بكينغستون في جامايكا - ) هو لاعب كرة قدم جامايكي في مركز الدفاع. لعب مع أستون فيلا وبرادفورد سيتي وبرمنغهام سيتي وستوك سيتي وشروزبري تاون وليدز يونايتد ونادي إكزتر سيتي ونادي بورتسموث ونادي دندي وSutton Coldfield Town F.C. ‏.

## وصلات خارجية
- نويل بليك على موقع قاعدة بيانات كرة القدم.إي يو (الإنجليزية)
- نويل بليك على موقع Soccerbase.com (لاعب) (الإنجليزية)
- نويل بليك على موقع Soccerbase.com (مدرب) (الإنجليزية)